# Gaudianello
La Monticchio Gaudianello S.p.A. è un'azienda italiana produttrice e distributrice di acqua minerale, fondata originariamente nel 1890 a Rionero in Vulture (PZ). Nel 2006 è stata tra le prime 10 aziende italiane del settore delle acque minerali raggiungendo il quarto posto tra le acque effervescenti. 
È parte del gruppo Acque Minerali d'Italia Spa, in concordato preventivo.

## Storia
L'azienda fu fondata a Rionero in Vulture, in provincia di Potenza, nel 1890, quando una società italo-francese ne avviò lo sfruttamento. Fu menzionata nell'Esposizione Universale di Torino del 1892 con il nome “Sorgente di Monticchio”, toponimo della località in cui sorge.
Nel 1906 fu sancito un programma di ricerca che ne permise la presentazione all'esposizione universale di Milano, assieme ad altre cinque acque minerali, ognuna con diverse proprietà terapeutiche. Attualmente la sua sede è a Melfi, sebbene a Rionero (compresa la sua frazione Monticchio) continui ad essere effettuata l'estrazione.
Nel tardo autunno del 2010 l'azienda lecchese Norda, in una politica di espansione nel mercato dell'Italia meridionale, acquisisce la Monticchio Gaudianello S.p.A. da Acque Minerali Riunite S.p.A., controllata interamente da Efibanca.

## Marchi prodotti
L'azienda produce, imbottigliate in vari formati, diverse tipologie di acqua, sotto le seguenti etichette:
- Gaudianello Acqua Minerale, classificata come acqua minerale effervescente naturale, bicarbonato calcica magnesiaca[5]
- Gaudianello Acqua Minerale Naturale, classificata come acqua minerale naturale con aggiunta di anidride carbonica, bicarbonato calcica magnesiaca[5]
- Acqua Leggera, classificata come acqua minerale naturale oligominerale[5]
- Acqua Ninfa, classificata come oligominerale[6]

La Gaudianello produce inoltre l'acqua minerale che la Conad distribuisce con il nome Monticchio.

## Citazioni e riconoscimenti
Eduardo Scarpetta scrisse "Per le acque acidule gassose" di Monticchio Lanari, poesia in lingua napoletana nella quale ne declamava le qualità benefiche per la salute.
Inoltre, in tempi più recenti, l'acqua Gaudianello effervescente naturale è risultata la 'migliore dell'esame' tra tutte le acque effervescenti naturali nella classifica redatta da Altroconsumo (agosto 2005).
All'azienda sono state riconosciute le Certificazioni Qualità/Ambiente e Sicurezza Alimentare ISO 9001 - ISO 14001 e ISO 22000.